# Campionati svizzeri di sci alpino 2004
I Campionati svizzeri di sci alpino 2004 si sono svolti a Val-d'Illiez/Les Crosets dal 21 al 28 marzo. Il programma ha incluso gare di supergigante, slalom gigante, slalom speciale e combinata, tutte sia maschili sia femminili.
Oltre agli sciatori svizzeri, hanno potuto concorrere al titolo anche gli sciatori di nazionalità liechtensteinese, mentre gli atleti delle altre federazioni, pur prendendo parte alle competizioni, potevano ottenere solo prestazioni valide ai fini del punteggio FIS.

## Risultati

### Uomini

#### Supergigante
| Pos. | Atleta              | Nazione       | Tempo   |
| ---- | ------------------- | ------------- | ------- |
| 1    | Konrad Hari         | Svizzera      | 1:26,80 |
| 2    | Didier Cuche        | Svizzera      | 1:27,12 |
| 3    | Sämi Perren         | Svizzera      | 1:27,45 |
| 4    | Tobias Grünenfelder | Svizzera      | 1:27,67 |
| 5    | Paul Accola         | Svizzera      | 1:27,69 |
| 6    | Claudio Sprecher    | Liechtenstein | 1:27,89 |
| 7    | Grégoire Farquet    | Svizzera      | 1:28,04 |
| 8    | Ambrosi Hoffmann    | Svizzera      | 1:28,29 |
| 9    | Ralf Kreuzer        | Svizzera      | 1:28,45 |
| 10   | Daniel Albrecht     | Svizzera      | 1:28,46 |
| 10   | Michael Zahnd       | Svizzera      | 1:28,46 |

Data: 27 marzo

#### Slalom gigante
| Pos. | Atleta              | Nazione       | Tempo   |
| ---- | ------------------- | ------------- | ------- |
| 1    | Didier Défago       | Svizzera      | 1:57,09 |
| 2    | Daniel Albrecht     | Svizzera      | 1:58,25 |
| 3    | Michael Riegler     | Liechtenstein | 1:58,67 |
| 4    | Didier Cuche        | Svizzera      | 1:58,78 |
| 5    | Tobias Grünenfelder | Svizzera      | 1:59,07 |
| 6    | Sämi Perren         | Svizzera      | 1:59,20 |
| 7    | Michael Zahnd       | Svizzera      | 1:59,22 |
| 8    | Patrick Küng        | Svizzera      | 1:59,38 |
| 9    | Silvan Zurbriggen   | Svizzera      | 1:59,42 |
| 10   | Ralf Kreuzer        | Svizzera      | 1:59,55 |

Data: 28 marzo

#### Slalom speciale
| Pos. | Atleta            | Nazione       | Tempo   |
| ---- | ----------------- | ------------- | ------- |
| 1    | Urs Imboden       | Svizzera      | 1:41,81 |
| 2    | Marc Berthod      | Svizzera      | 1:42,63 |
| 3    | Michael Weyermann | Svizzera      | 1:42,78 |
| 4    | Silvan Zurbriggen | Svizzera      | 1:42,80 |
| 5    | Daniel Albrecht   | Svizzera      | 1:43,13 |
| 6    | Markus Ganahl     | Liechtenstein | 1:43,16 |
| 7    | Patrick Küng      | Svizzera      | 1:43,21 |
| 8    | Sandro Viletta    | Svizzera      | 1:43,36 |
| 9    | Roger Zweifel     | Svizzera      | 1:44,31 |
| 10   | Carlo Janka       | Svizzera      | 1:44,73 |

Data: 21 marzo

#### Combinata
| Pos. | Atleta            | Nazione  |
| ---- | ----------------- | -------- |
| 1    | Daniel Albrecht   | Svizzera |
| 2    | Silvan Zurbriggen | Svizzera |
| 3    | Patrick Küng      | Svizzera |

### Donne

#### Supergigante
| Pos. | Atleta               | Nazione  | Tempo   |
| ---- | -------------------- | -------- | ------- |
| 1    | Fränzi Aufdenblatten | Svizzera | 1:22,44 |
| 2    | Nadia Styger         | Svizzera | 1:23,33 |
| 3    | Nadja Kamer          | Svizzera | 1:23,48 |
| 4    | Catherine Borghi     | Svizzera | 1:23,77 |
| 5    | Martina Schild       | Svizzera | 1:23,89 |
| 6    | Sylviane Berthod     | Svizzera | 1:24,08 |
| 7    | Ella Alpiger         | Svizzera | 1:24,33 |
| 8    | Miriam Gmür          | Svizzera | 1:24,46 |
| 9    | Martina Caminada     | Svizzera | 1:24,49 |
| 10   | Jessica Pünchera     | Svizzera | 1:24,52 |

Data: 28 marzo

#### Slalom gigante
| Pos. | Atleta               | Nazione       | Tempo   |
| ---- | -------------------- | ------------- | ------- |
| 1    | Lilian Kummer        | Svizzera      | 2:06,30 |
| 2    | Sonja Nef            | Svizzera      | 2:06,43 |
| 3    | Nadja Kamer          | Svizzera      | 2:07,97 |
| 4    | Nadia Styger         | Svizzera      | 2:08,25 |
| 5    | Eliane Volken        | Svizzera      | 2:08,53 |
| 6    | Sylviane Berthod     | Svizzera      | 2:08,84 |
| 6    | Sarah Schädler       | Liechtenstein | 2:08,84 |
| 8    | Martina Bühler       | Svizzera      | 2:08,92 |
| 9    | Marlies Oester       | Svizzera      | 2:08,93 |
| 10   | Fränzi Aufdenblatten | Svizzera      | 2:08,97 |

Data: 27 marzo

#### Slalom speciale
| Pos. | Atleta              | Nazione       | Tempo   |
| ---- | ------------------- | ------------- | ------- |
| 1    | Sonja Nef           | Svizzera      | 1:49,55 |
| 2    | Corina Grünenfelder | Svizzera      | 1:51,20 |
| 3    | Eliane Volken       | Svizzera      | 1:51,93 |
| 4    | Marina Nigg         | Liechtenstein | 1:53,00 |
| 5    | Lilian Kummer       | Svizzera      | 1:53,66 |
| 6    | Miriam Gmür         | Svizzera      | 1:54,75 |
| 7    | Dominique Gisin     | Svizzera      | 1:55,92 |
| 8    | Cornelia Städler    | Svizzera      | 1:56,40 |
| 9    | Sarah Schädler      | Liechtenstein | 1:57,29 |
| 10   | Maude Crettenand    | Svizzera      | 1:58,17 |

Data: 22 marzo

#### Combinata
| Pos. | Atleta         | Nazione       |
| ---- | -------------- | ------------- |
| 1    | Eliane Volken  | Svizzera      |
| 2    | Miriam Gmür    | Svizzera      |
| 3    | Sarah Schädler | Liechtenstein |